# Schelle (Belgien)
Schelle ist eine belgische Gemeinde in der Region Flandern mit 8614 Einwohnern (Stand 1. Januar 2024). Sie liegt am südlichen Rand der Agglomeration Antwerpen an der Mündung der Rupel in die Schelde.
Das Stadtzentrum von Antwerpen liegt 11 Kilometer nördlich, Mechelen 14 km südöstlich und Brüssel etwa 30 km südlich.
Die nächsten Autobahnabfahrten befinden sich bei Kontich, Slijkhoek und Rumst an der A1/E 19. In Niel, Hemiksem und Kontich befinden sich die nächsten Regionalbahnhöfe und in Antwerpen und Mechelen halten auch überregionale Schnellzüge. Der Flughafen Antwerpen ist der nächste Regionalflughafen und Brüssel National nahe der Hauptstadt Brüssel ist ein Flughafen von internationaler Bedeutung.